# Centre européen pour les droits constitutionnels et les droits humains
 (août 2025).
Le European Center for Constitutional and Human Rights (ou ECCHR) est une ONG indépendante à but non lucratif dont le but est de défendre les droits humains par des moyens juridiques. À l'aide d'actions en justice, il vise à tenir pour responsables les auteurs de violations des droits humains. L'ECCHR s'engage dans des poursuites pénales, en utilisant le droit européen, international et national.  

## Organisation
L'ECCHR, basé à Berlin, est fondé en 2007 par Wolfgang Kaleck et un groupe d'avocats des droits humains, afin de défendre les droits garantis par la Déclaration universelle des droits de l'homme, ainsi que d'autres déclarations de droits et constitutions nationales, par des moyens juridiques.  

## Sujets et focus
L'ECCHR engage, développe et soutient des procédures judiciaires afin de tenir les acteurs étatiques et non étatiques pour responsables des violations des droits des plus vulnérables. L'ECCHR travaille sur des cas qui illustrent et mettent en évidence d'importants problèmes juridiques et sociaux, reconnaissant que des violations des droits humains sont commises dans des contextes spécifiques en vue d'atteindre certains objectifs financiers, sociaux, militaires ou politiques. L'ECCHR plaide activement ces affaires et mène également des recherches, enquête et aide à coordonner les stratégies de développement du plaidoyer juridique autour des affaires. L'organisation mène ses travaux au sein d'un réseau d'organisations partenaires, d'avocats et de personnes victimes de violations des droits humains. 
Le travail de L'ECCHR se concentre sur des cas dans les domaines suivants : 

### Crimes internationaux et responsabilité
Le programme « International Crimes and Accountability Program » vise à ce que les violations graves du droit international - crimes de guerre, torture et autres crimes contre l'humanité - soient poursuivies et que leurs auteurs soient traduits en justice : 
- Crimes de guerre et crimes contre l'humanité perpétrés en Syrie[4], au Sri Lanka, en Colombie[5] et en Argentine
- Violations graves des droits humains commises dans le cadre de la lutte contre le terrorisme par les États-Unis[6], le Royaume-Uni[7] et leurs alliés à Guantánamo, en Irak et en Afghanistan ainsi des frappes de drones[8].
- Graves violations des droits humains, notamment torture et violences sexuelles au Yémen[9], en Colombie, en Syrie[2],[10] et au Congo[11]
- Crimes des dictatures en Argentine et au Chili (Colonia Dignidad[12])
- Responsabilité de l'OTAN et des Nations unies en Serbie et en Afghanistan

### Migration
- Politiques d'asile pour les réfugiés et d'immigration de l'Union européenne
- Refoulements illégaux aux frontières extérieures de l'Union européenne[13]

### Entreprises et droits humains
Le programme « Business and Human Rights Program » porte sur trois domaines principaux : les activités transnationales des entreprises dans les régimes autoritaires et les zones de conflit ; les conditions de travail dans la chaîne d'approvisionnement mondiale et les activités commerciales qui affectent les droits économiques et sociaux. Les domaines d'intervention du programme comprennent :  
- Coopération des entreprises avec les régimes et les parties au conflit en relation avec des violations des droits humains (par exemple en Syrie[14], au Yémen [15],[16], en Colombie, en Argentine ou en Inde dans la région de la Forêt d'Abujhmad).
- Conditions de travail inhumaines dans la chaîne d'approvisionnement mondiale des industries agroalimentaires et textiles (par exemple au Pakistan, au Bangladesh, en Inde, au Qatar[17])
- Accès à la terre et aux moyens de subsistance (par exemple au Zimbabwe, au Pérou[18]).

## Éducation
L'ECCHR forme des avocats des droits de l'homme. Le programme d'éducation de l'ECCHR offre une plateforme de formation théorique et pratique du droit international des droits de l'homme. Il vise à développer et à approfondir une analyse critique des questions contemporaines du droit et de la société. L'ECCHR déclare que depuis 2008, environ 400 avocats des droits de l'homme de plus de 40 pays ont été volontaires ou stagiaires au sein de l'organisation.  
L'ECCHR organise des conférences et événements publics, mène des actions de sensibilisation et publie des rapports et des communications sur des atteintes graves des droits humains dans le monde.